# Бестіарій (гладіатор)

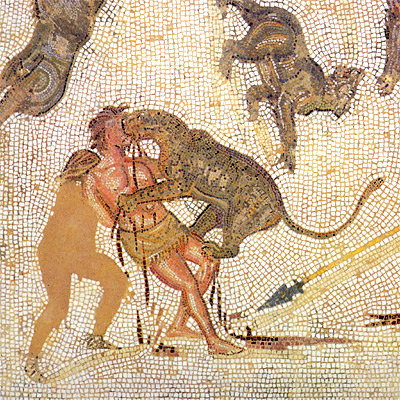
Смерть бестіарія, мозаїка.

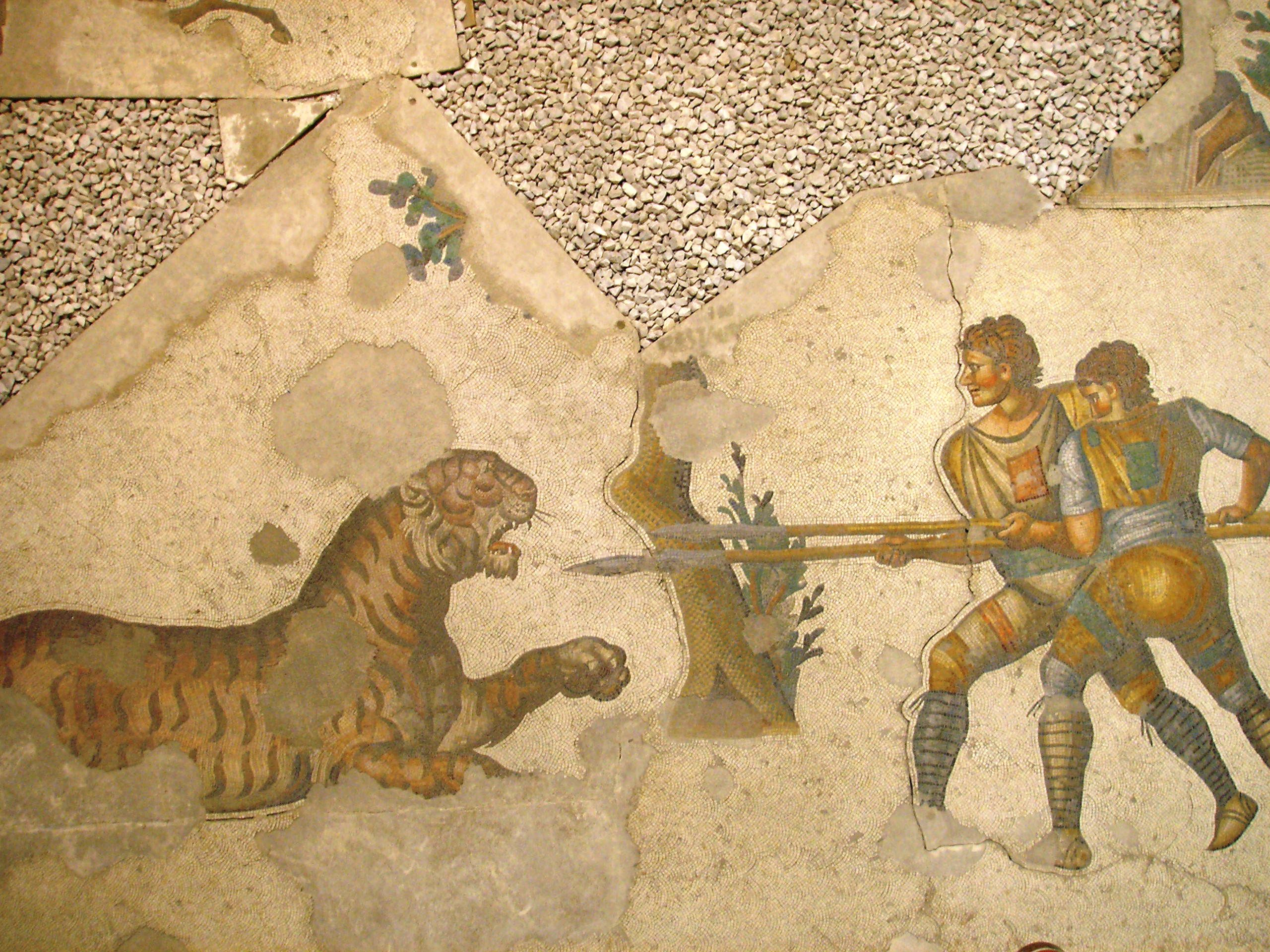
Два венатори проти тигра. Мозаїка з Великого палацу в Константінополі.

Бестіа́рій (лат. bestiarius, від bestia — «звір», «тварина») — тип малозахищеного і слабкоозброєного гладіатора часів Римської імперії, силоміць кинутого на арену для бою з хижаками (левами, ведмедями, тиграми).

## Характеристика
Бестіарії належали до найменш підготовлених гладіаторів, бо ними робили римських злочинців. Вони не користувались повагою агресивних глядачів. Озброєння бестіарія — спис. Майже все його тіло було оголене і нічим не захищене. Ці бої мало нагадували поєдинки: скоріше це було просте цькування хижаками, фактично один з видів смертної страти.

## Бестіарій з поховання в Йорку
Принаймні одне з поховань на цвинтарі гладіаторів Еборакума-Йорка належить бестіарію. Саме на його тазових кістках і лопатці знайдені характерні для укусів тигра пошкодження: дика тварина-хижак спочатку хапає жертву за шию, голову чи за плече, прокушує м'язи і кістки, а потім кидається на повалену здобич і вдруге міцно кусає в черево або пах. Обидва укуси тигра в ці області закінчуються шоком і небезпечною кровотечею, яка приводить до смерті. Згідно антропологічним дослідженням, кістяк бестіарія з цвинтаря Йорка належав юнаку, вік якого не перевищував двадцять два роки.

## Результати двобоїв
Хижаки вагою втричі перевищували своїх пожертв: 200 кг проти 60-70. Перевага завжди була на боці хижака, тому більшість таких двобоїв закінчувалися смертю гладіатора. Кількість загиблих гладіаторів-бестіаріїв не встановлена.